# フョードル・チェレンコフ
フョードル・フョードロヴィチ・チェレンコフ（ロシア語: Фёдор Фёдорович Черенко́в、1959年7月25日 - 2014年10月4日）は、現ロシア・モスクワ出身の元サッカー選手。現役時代のポジションはMF。

## 来歴
1959年、現ロシアの首都モスクワにて生まれ、幼少の頃はスキーやスケート、バレーボール等に触れた。父親はスパルタク・モスクワのファンで、ルジニキ・スタジアムで開催されたFCスパルタク・モスクワ対FCディナモ・キーウ戦に連れて行ってもらって以来、フョードルはスパルタクのファンになった。学校の授業が終わると、校庭に繰り出して暗くなるまでサッカーをしていた少年であった。
シンガポールとインドネシアで開催されたユースのトーナメントでは、初の海外旅行を経験。共産圏の人はたいてい自国と違う品物の豊富さに驚かされ、フョードルもまた一時的に興味をもったが、サッカーに対する欲求の方が上回っていたため目移りする事はなかった。
サッカーを本格的に始めたのはサッカーチームのЖЭКеであった。アマチュア・チームが出場するトーナメントのКожаный мячに参加をして、1969年にスカウトによりスポーツ・にクラブのクンツェヴォに入団。コーチのミハイル・ムホルトフ指導の下で2年間を過ごし、1971年にはスパルタク・スポーツクラブ (現在はスパルタク・フットボール・アカデミー «フョードル・チェレンコフ» という名が付けられている) に移動して6年間を過ごしたが、プロクラブとは契約出来ずにいた。1977年、アカデミーの卒業日に行われた最後の試合では、スパルタクの頭であるニコライ・スタロスチンが観戦に訪れた。スタロスチンはフョードルの才能を見抜き、FCスパルタク・モスクワに招待し、フョードルはサッカー選手としてのキャリアをスタートさせた。
スパルタクではトレーニングを積み、1978年にデビューをした。最初の試合では、卓越した技術と視野の広さを見せつけ、監督のコンスタンチン・ベスコフの信頼を勝ち取る事に成功。クラブがベテラン選手を刷新していたこともあって、翌年からは主要なプレーヤーの一人として試合に出場し、ソビエト連邦サッカーリーグで優勝を果たした。スパルタクではユーリー・ガヴリロフの後を受け継ぎ、チームの中心選手として1987年と1989年に優勝へ導いた。個人としては1983年と1989年にソビエト連邦年間最優秀サッカー選手賞を獲得した。
ソビエト代表では、長年監督を務めていたヴァレリー・ロバノフスキーが、FCディナモ・キーウの選手で固めていたことが原因でスタイルに合致出来なかったため、FIFAワールドカップやUEFA欧州選手権等の主要な大会には出場できなかった。
1994年に現役引退をした後はスパルタク・モスクワでコーチを務め (1994-1995) 、1996年からはスパルタク-Dでコーチを務めた。

## 個人成績
| シーズン | クラブ               | 国内リーグ | 国内リーグ | 国内カップ | 国内カップ | 欧州カップ | 欧州カップ | その他 | その他 |
| シーズン | クラブ               | 出場       | 得点       | 出場       | 得点       | 出場       | 得点       | 出場   | 得点   |
| -------- | -------------------- | ---------- | ---------- | ---------- | ---------- | ---------- | ---------- | ------ | ------ |
| 1978     | スパルタク・モスクワ | 7          | 0          | 0          | 0          | —          | —          | —      | —      |
| 1979     | スパルタク・モスクワ | 31         | 4          | 2          | 0          | —          | —          | —      | —      |
| 1980     | スパルタク・モスクワ | 32         | 6          | 8          | 0          | 4          | 0          | —      | —      |
| 1981     | スパルタク・モスクワ | 32         | 4          | 4          | 1          | 6          | 0          | —      | —      |
| 1982     | スパルタク・モスクワ | 33         | 10         | 3          | 1          | 6          | 1          | —      | —      |
| 1983     | スパルタク・モスクワ | 33         | 10         | 2          | 1          | 6          | 3          | —      | —      |
| 1984     | スパルタク・モスクワ | 25         | 8          | 2          | 1          | 6          | 1          | —      | —      |
| 1985     | スパルタク・モスクワ | 33         | 13         | 2          | 2          | 6          | 3          | —      | —      |
| 1986     | スパルタク・モスクワ | 22         | 8          | 4          | 1          | 2          | 0          | 1      | 0      |
| 1987     | スパルタク・モスクワ | 27         | 12         | 3          | 0          | 4          | 2          | 9      | 3      |
| 1988     | スパルタク・モスクワ | 30         | 3          | 4          | 1          | 4          | 2          | 8      | 4      |
| 1989     | スパルタク・モスクワ | 28         | 7          | 5          | 0          | 4          | 2          | 2      | 1      |
| 1990     | スパルタク・モスクワ | 11         | 1          | 0          | 0          | 0          | 0          | —      | —      |
| 1990-91  | レッドスターFC       | 15         | 1          | 0          | 0          | —          | —          | —      | —      |
| 1991     | スパルタク・モスクワ | 22         | 3          | 1          | 0          | 3          | 1          | —      | —      |
| 1993     | スパルタク・モスクワ | 32         | 6          | 3          | 3          | 3          | 0          | —      | —      |

## タイトル

### クラブ
- FCスパルタク・モスクワ
  - ソビエト連邦サッカーリーグ：3 (1979, 1987, 1989)
- FCスパルタク・モスクワ
  - ロシア・プレミアリーグ：1 (1993)
  - ロシア・カップ：1 (1993-1994)

### 個人
- ソビエト連邦年間最優秀選手賞：2 (1983, 1989)